# Club Social y de Deportes Concepción
El Club Social y de Deportes Concepción es un club de fútbol de Chile de la ciudad de Concepción, Región del Biobío. Fue fundado el 15 de abril de 1966, tras la fusión de cuatro equipos amateurs de la ciudad, con el nombre de Deportes Concepción Unido, y compite en la Liga de Ascenso de Chile, segunda categoría del fútbol chileno. 
El club ha obtenido dos títulos del Torneo Provincial, una Copa Francisco Candelori, dos de Segunda División/Primera B, y una de Segunda División Profesional, además de ganar dos veces la Liguilla Pre-Libertadores y una la Preliguilla Libertadores. En copas continentales, participó de la Copa Libertadores 1991, Copa Libertadores 2001 y Copa Conmebol 1999.
Ejerce de local en el Estadio Municipal Alcaldesa Ester Roa Rebolledo, recinto inaugurado en 1962 y que posee una capacidad aproximada de 33.000 espectadores. Su clásico rival es Fernández Vial, con quien disputa el Clásico Penquista,e igualmente tiene rivalidades con Huachipato, Lota Schwager, Naval y Universidad de Concepción.

## Historia

### Los Inicios
Su fundación comenzó el 25 de enero de 1966, como resultado de la fusión de varios clubes de fútbol de la ciudad de Concepción (Galvarino, Liverpool, Juvenil Unido y Santa Fe), que, renunciando a un brillante y largo historial deportivo, se fusionaron para hacer realidad el ambicioso proyecto de tener un equipo representativo de la cuenca del Biobío en el concierto futbolístico chileno. A estos clubes se les sumó el apoyo deportivo y financiero del prestigioso Lord Cochrane, club desde el primer día, e incluso antes, durante un fallido intento en 1965, se comprometió con la idea de incorporar un nuevo club al fútbol rentado. El club nació como Deportes Concepción Unido, y fue aceptado en la Segunda División el 15 de abril de 1966, fecha que sería adoptada erróneamente como aniversario, confundiéndose con una inexistente formación de un primer directorio. La denominación de "Unido" se quitó del nombre del equipo en 2 de marzo de 1968.
Tras un estreno de primer nivel, logrando un histórico empate 1-1 con el seleccionado de la Unión Soviética en el Municipal de Concepción, Deportes Concepción ingresó durante 1966 a la Segunda División de Chile, obteniendo el decimotercer puesto entre 16 equipos. Este difícil comienzo fue rápidamente olvidado tras la obtención del Campeonato Nacional de Segunda División de Chile de 1967. Con un 81% de rendimiento en el torneo oficial, el aporte goleador de Rubén Acuña y la consagración del ídolo Haroldo Peña, el León de Collao; el título dio derecho a los lilas a debutar en la división de honor en 1968.

### La Consolidación en Primera División
De la mano de los experimentados argentinos Oscar Coll y Marcelo Pagani, el novel equipo lila dio la sorpresa al adjudicarse el Torneo Provincial del año 1968, logró que revalidaría el año 1970, apoyado en el impresionante registro anotador de Osvaldo "Pata Bendita" Castro, goleador de dicho campeonato, y en una generosa cantera que comenzaba a dar sus frutos. Esa misma temporada, en calidad de campeón Provincial, el elenco se alzó con la Copa Francisco Candelori tras vencer al campeón Metropolitano Unión Española  por un marcador global de 1-0, pasando a ser el primer y único título del equipo lila en Primera División.
En 1971, el club fichó al delantero argentino Andrés Quetglás, que luego pasó por Rangers de Talca y por el fútbol español, aunque el club continuó con sus buenas campañas en Primera División. 2 años después, los penquistas también ficharon a otro argentino: El portero Osmar Miguelucci, quien jugó para el seleccionado argentino, en los Juegos Panamericanos de São Paulo 1963, donde su seleccionado obtuvo la medalla de plata.
La solidez institucional de Deportes Concepción, que emprendió la construcción de sus Campos Deportivos en Nonguén bajo la presidencia de Vittorio Yaconi, también se tradujo en buenas campañas. Destacaron jugadores locales como Mario Osbén, Rolando García, Julián Urrizola, Gustavo Viveros y Francisco Pinochet, símbolos del club y figuras clave de los primeros planteles. Posteriormente, irrumpiría en el primer equipo otro grupo importante de buenos jugadores formados en casa como René Serrano, René Valenzuela, y Luis Isla, tres seleccionados chilenos juveniles que participaron la Copa América 1975.
Estas campañas se vieron acompañadas de extensas giras internacionales, que llevaron al equipo por el sur de Argentina, Haití y Europa durante 1972 y 1973. En las giras europeas enfrentó a rivales de la talla del Real Zaragoza y el Rayo Vallecano.
En 1975 el equipo realiza su mejor campaña -en temporada regular- de la Primera División de Chile hasta la fecha, rematando segundo, a dos puntos del campeón Unión Española, al que perseguiría durante todo el año. Puntales en esta temporada fueron los mencionados Osbén, Isla y Valenzuela, sumados a Fernando Cavalleri, Raúl Briones y el goleador histórico del club, Víctor Estay. La excelente trayectoria durante el año otorgó a Deportes Concepción la calidad de subcampeón del certamen.
En 1977 y bajo el mando de Nelson Oyarzún, Deportes Concepción decide innovar en la conformación de su plantel fichando a tres jugadores alemanes: Ralf Berger, Hans Lamour y Hans-Joachim Schellberg. El experimento no cumple con las expectativas y Oyarzún dejó la dirección técnica, pero quedó como una recordada experiencia. En los años siguientes el club perdería el protagonismo en la búsqueda por los campeonatos, aunque manteniendo la costumbre de las buenas campañas, liderados por el retornado Fernando Cavalleri y destacando las llegadas de símbolos como Daniel Montilla y Jorge Américo Spedaletti, más la promoción de jóvenes figuras como Luis "Pelé" Araya o Danilo Figueroa.

### Descenso a Segunda División y Retorno
Sin embargo, y ocupando el 14° lugar entre 16 equipos participantes, Deportes Concepción desciende a la Segunda División de Chile por primera vez en 1981.
El equipo permanece tres años en la categoría inferior. Difíciles temporadas teniendo presente la crisis económica nacional y la deficiente administración interna, factores que afectaron severamente al club, llevándolo a un nivel de endeudamiento que marcaría su futuro y gatillaría el cambio institucional desde su forma inicial como Club Social a una Corporación de Fútbol, en 1984. En el aspecto deportivo, tras una buena y esforzada campaña en 1984 que fue protagonizada por un plantel que se hizo para mantener la categoría, Deportes Concepción logró conseguir el ansiado ascenso y retorno a Primera División, gracias a una recordada y trabajosa victoria sobre Deportes Laja en el Estadio Municipal de Concepción, en la última jornada del campeonato y a estadio lleno, con un gol convertido desde el punto penal por Charles Reyes en el último minuto de partido. Con dicho gol, al mismo tiempo, el equipo de Deportes Laja volvía a Tercera División de Chile.
Durante los cinco años posteriores, Deportes Concepción se destacó por el incesante surgimiento de talentos de la cantera, además de recibir cedidos a jóvenes promesas de los equipos de la capital como Víctor Hugo Castañeda y Eduardo Gino Cofré. El arribo del portero Nicolás Villamil en 1988, sumado a la consolidación de Miguel Ardiman, Marcelo Miranda Díaz, Juan Cruz y los cadetes que debutarán en el descenso y se forjarán en la segunda categoría, todo bajo la batuta del proyecto deportivo al mando del ahora técnico Fernando Cavalleri, llevaría a Concepción a formar un plantel competitivo para el año 1990.

### El Primer Torneo Internacional
Gracias al explosivo aporte goleador de Juan Carlos Almada y después de cinco participaciones en Liguilla Pre-Libertadores, Deportes Concepción logra clasificar al minitorneo de 1990 como ganador de uno de los "tramos" en que se dividió el campeonato de ese año. La liguilla se disputó íntegramente en Santiago, y el equipo fue dirigido en la ocasión por Luis Vera, que había reemplazado al renunciado Fernando Cavalleri.
Luego de una categórica derrota por 0-4 ante Universidad Católica en la primera jornada doble, los lilas se recuperan derrotando por 3-0 a O'Higgins y 2-0 a Unión Española. El último partido del minitorneo, que se disputaba en el Estadio Nacional entre Universidad Católica y O'Higgins, era el decisivo en determinar quién sería el acompañante de Colo-Colo en la Copa Libertadores de América. El empate final 2-2 terminó clasificando sorpresivamente a Deportes Concepción, que accedió, de esta forma, a su primer torneo internacional. El triunfo en la liguilla significó que los lilas, en lo formal, se titularan subcampeones chilenos de la temporada 1990, y acompañaran a Colo-Colo en la Copa Libertadores de América de 1991.
Ya en el torneo continental, el equipo logra acceder a segunda fase, merced a sus triunfos como local sobre Liga de Quito (3-0) y Barcelona S.C. (1-0), ambos equipos ecuatorianos y dos empates: uno, como local, ante el que sería campeón del torneo, su compatriota Colo-Colo (0-0) y otro, como visita, frente a Barcelona S.C. (2-2). En la segunda ronda, los lilas enfrentaron al América de Cali en un Estadio Municipal de Concepción sumido en una espesa niebla, cayendo derrotados por 3-0. En la revancha, jugando en San Cristóbal, Venezuela, conquistan un empate 3-3, que de todas formas los deja fuera de competencia.
La base de este equipo la conformaron jugadores históricos como los mencionados Juan Carlos Almada, Miguel Ardiman, Marcelo Miranda y Nicolás Villamil, más el aporte de Héctor Adomaitis, Héctor Correa, Danilo Figueroa, Óscar Lee-Chong, Héctor "Tito" Francino, José Pérez, Jorge Carrasco, Oscar "Negro" Lepe, Juan Cruz entre otros.

### La Década de 1990
El buen rendimiento a nivel nacional e internacional se vio mermado con la desintegración del plantel que se logró formar para ese efecto. Un nuevo descenso se produce en 1993, tras la peor campaña en la historia del club, con apenas 3 partidos ganados en los 30 disputados en la temporada, y rematando último entre 16 equipos. La directiva de club decidió armar un plantel para retornar a la Primera División, al mando nuevamente de Fernando Cavalleri, lo que se logró efectivamente al año siguiente y trajo de paso el segundo título de Segunda División de Chile para el club, tras una impecable campaña donde destacaran Antonio Zaracho, los delanteros Blas Romero y Florencio Villalba y el joven lateral canterano del club, Mauricio Pozo. El campeonato se consiguió en la penúltima jornada del torneo, gracias a una goleada 5-0 sobre Unión San Felipe.
La nueva etapa en Primera División se enmarca dentro de la burbuja económica que vivió el fútbol chileno en ese tiempo, cuyo fin traería consecuencias gravísimas para el equipo en la siguiente década. Figuras de nivel aparecerían en esta segunda época al mando de Cavalleri, destacando los argentinos José Horacio Lugo y Christian Trapasso, el delantero chileno Juan Carreño, el venezolano Dioni Guerra y el hondureño Wilmer Velásquez. El nuevo técnico Óscar del Solar llevaría al club a realizar la notable campaña de 1998, donde los morados obtienen el 5° lugar general, accediendo de paso a la Liguilla de Copa Libertadores (donde fueron eliminados en la primera fase por la Universidad de Chile).
La campaña mencionada llevó a los morados a un nuevo torneo internacional, la Copa Conmebol 1999, participación que se constituyó en la mejor de un equipo chileno junto a la de Universidad de Chile en este efímero campeonato, y la última semifinal internacional de un equipo nacional, hasta la participación de la Universidad Católica en la Copa Sudamericana de 2005. En el torneo mencionado, los lilas eliminaron a los argentinos de Rosario Central y cayeron en semifinales frente al futuro campeón, los también argentinos de Talleres de Córdoba.
Sin embargo, tras el éxito a nivel internacional, se ocultaba una crisis económica de proporciones enormes para el club, generada por la deficiente administración y el alto nivel de endeudamiento en la búsqueda de superar la campaña de 1998. El fichaje de Pedro González Pierella y su posterior fracaso, repercutirían junto con otros factores en el año 2000, donde se armó un plantel linajudo pero con una pobre base económica. Con sueldos impagos, los jugadores lilas al mando de Oscar Garré lograron pese a todo clasificar a la Liguilla Pre-Libertadores 2000, donde además de jugarse la clasificación, se jugaban el futuro inmediato del club, amenazado por el receso y la quiebra.

### Por Segunda Vez a la Copa Libertadores de América
El minitorneo se jugó a partidos únicos con eliminación directa y en cancha neutral. Los lilas eliminan por 1-0 a Audax Italiano con gol de oro en tiempo extra y luego disputan una recordada final con la Universidad Católica. Concepción ganaba 2-0 hasta los 30 minutos del segundo tiempo, con dos goles de Mauricio Pozo, cuando los cruzados logran empatar el partido. Transcurridos 8 minutos del primer tiempo extra, Luis Chavarría convirtió un legendario gol de cabeza, que dejó a los lilas por segunda vez en la Copa Libertadores de América.
Este triunfo permitió a los lilas acompañar al campeón Universidad de Chile y a Cobreloa en la Copa Libertadores 2001. En la primera ronda, tras un dubitativo inicio que detonó la salida temprana del técnico Sergio Nichiporuk y el segundo retorno de Fernando Cavalleri, los morados empatan como locales ante Nacional (0-0) y logran derrotar al campeón argentino San Lorenzo de Almagro (3-2), entonces dirigido por el chileno Manuel Pellegrini, en un vibrante partido que terminaría con incidentes. En el partido final del grupo, los lilas vencen por 3-0 a Jorge Wilstermann, accediendo a segunda fase en este último partido con un gol de cabeza de Marco Bautista en el minuto 88, merced al empate 1-1 entre Nacional y San Lorenzo de Almagro, que se jugaba de manera simultánea.
En segunda ronda, Deportes Concepción fue eliminado por los brasileños del Vasco da Gama, cayendo 1-3 en el Estadio Municipal de Concepción y 0-1 en Río de Janeiro ante el equipo comandado por Romário y Juninho Paulista.
El plantel que logró esta histórica campaña contó con la participación de figuras como Carlos Navarro Montoya, Diego Soñora, Juan Carlos Ibáñez y Cristian Montecinos, secundados por la base del equipo que terminaría jugando a un nivel superlativo: Jorge Torres Vega, Marco Bautista, Mauro Donoso, Darwin Pérez, Patricio Almendra, Carlos Verdugo y el brasileño Marcos Paulista, entre otros.

### El Nuevo Siglo
La participación en Copa Libertadores permitió evitar el fantasma del receso inmediato, pero no logró eliminar las deudas de largo arrastre que aquejaban al club desde la década de los 80' y que empeoraron en 1999. Sin posibilidad de reforzar al equipo, salvarlo del descenso se le encomendó al grupo de jugadores juveniles que lograran el campeonato nacional sub-20 de 2000, pero que no alcanzarían su objetivo en el equipo mayor en 2002. Dirigidos por su técnico de juveniles, Carlos González, Deportes Concepción descendería a Segunda División.
La temporada 2003 en la Primera B de Chile fue olvidable, obteniendo un 5° lugar que queda sin ninguna opción de ascenso. En 2004, Deportes Concepción buscó el ascenso en un campeonato con un sinnúmero de fases y etapas. La primera ronda, zonal, la ganó con 27 puntos, mientras que en la segunda etapa terminó 2° tras Naval, totalizando 47 unidades. En el hexagonal final, los morados sufrieron para conseguir el ansiado ascenso, y terminaron en 2° tras el campeón Deportes Melipilla, con 4 partidos ganados, 3 empatados y 3 perdidos. El equipo dirigido por Óscar del Solar selló su retorno a la Primera División de Chile tras un empate 1-1 ante O'Higgins en Rancagua, que permitió superar a Unión La Calera por diferencia de goles.
A pesar de las dificultades económicas, los morados realizaron una buena temporada 2005, en la cual el equipo termina 4° en la tabla general del año, con Cristián Montecinos como goleador del Clausura 2005, con 13 unidades.

### La Época de las Concesionarias
Sin embargo, por problemas financieros, la ANFP decide imponer un castigo de un año a Deportes Concepción durante 2006, temporada en la cual el equipo no participa en los campeonatos de esta federación, aunque su filial es aceptada en la Tercera División de Chile. Durante este año la dirigencia intenta, de diversas formas, reunir los fondos necesarios para el pago de estas obligaciones y el retorno del equipo al fútbol profesional, estableciéndose la sociedad anónima deportiva como nueva forma de operación del club a partir de noviembre de 2006. Después de prolongados litigios con la ANFP, su Tribunal Patrimonial decidió la vuelta del equipo a la Primera División de Chile durante el campeonato de 2007.

#### Nueva Administración
Durante el Apertura 2007, Concepción terminó en el decimoquinto lugar entre 21 equipos. El equipo superó un mal inicio de torneo (que llevó a la renuncia al entrenador Jaime Nova) y, bajo la dirección de Fernando Cavalleri, logró ganar un conjunto de partidos importantes para asegurar su permanencia en Primera División de Chile.
En junio de ese año, se anunció la venta del club a un grupo de inversionistas alemanes representado por el abogado penquista Mario Munzenmayer. El acuerdo consideró la venta del 90 por ciento de la institución al grupo económico, durante los próximos 30 años, renovables por un período similar. El otro 10 por ciento quedó en manos de la antigua dirigencia, que, además, tiene derecho a escoger dos miembros de la nueva mesa del directorio. La transacción tuvo un valor aproximadamente a los $ 1000 millones, de los cuales 650 se destinarán al pago de los pasivos sociales, y 350 se emplearán en mejorar los recintos deportivos que posee la institución. La concesión de los bienes activos y derechos federativos de Deportes Concepción con la inmobiliaria creada por los nuevos inversionistas, y bautizada como León de Collao S.A., fue firmada en agosto de 2007, convirtiendo a Deportes Concepción en el segundo club chileno, después de Colo-Colo, en funcionar bajo esta modalidad administrativa. El nuevo proyecto deportivo para la institución apuntó a "recobrar la identidad regional a partir de la práctica deportiva", con inversiones planificadas en el ámbito inmobiliario, que podrían desembocar en la construcción de un estadio polideportivo para 2011.
La campaña en el Clausura 2007 los ubica en 11° lugar de la tabla general, sin lograr el acceso a los play-offs, y con una campaña extremadamente irregular, que llevó incluso a la renuncia del técnico Fernando Cavalleri.
La incertidumbre dirigencial continuó hacia fines de año y comienzos de 2008, puesto que los dineros prometidos por los inversionistas alemanes no llegaron a manos de la concesionaria, y aparece el interés de los dirigentes históricos por buscar nuevos inversionistas que permitan garantizar la continuidad de giro y el funcionamiento del club en los años siguientes. El problema parece solucionarse, al menos de manera momentánea, con el arribo de una parte de los recursos prometidos, durante enero de 2008, aunque las primeras fechas del Apertura 2008 debieron jugarse sin el nuevo entrenador Jorge Garcés ni refuerzos, por fallas en el pago de los finiquitos del año anterior.

#### Problemas de la Concesionaria
Los problemas administrativos se sucedieron de manera ininterrumpida durante 2008 en Deportes Concepción. La no inscripción de los jugadores extranjeros llevó incluso a amenazas de desafiliación. La barra y la hinchada participaron de masivas marchas por el centro de la ciudad exigiendo una salida a la profunda crisis, a través de manifestaciones frente a las oficinas de la concesionaria y del abogado Mario Münzenmayer, que actúa como presidente de la misma. Las amenazas se diluyeron parcialmente cuando, a través de manejos económicos de la concesionaria, se logró pactar el pago de los finiquitos adeudados. Con ello, se consiguió que el nuevo equipo debutara y comenzara una campaña más que destacable en la cancha. Sin embargo, los atrasos en el pago de los sueldos de enero y las restantes deudas con el plantel de jugadores y el equipo administrativo del club, tienen al equipo en constante amenaza. Un reclamo de Santiago Morning respecto de inscripciones erróneas de jugadores durante las primeras fechas, significó la resta de 9 puntos para el equipo, lo que prácticamente lo condenaría a disputar los lugares de descenso. Una segunda sentencia del tribunal de la ANFP le descontaría 3 puntos más por no haber acreditado el pago íntegro de las planillas de remuneraciones del mes de febrero. Por su parte, la sociedad anónima deportiva emprendió acciones legales para evitar que la concesionaria siga dañando las finanzas del club a través de la venta de activos.
Por otra parte, son dados a conocer por la prensa en esta época los numerosos conflictos judiciales del dirigente Marcos Ulloa, director de la concesionaria, y los rumores de la inexistencia de los esperados recursos alemanes se hacen cada vez más fuertes. Junto con ello, la existencia de posibles nuevos inversionistas, los "autodespidos" consecutivos del técnico Jorge Garcés y los jugadores Leonardo Díaz y Gabriel Marra, luego de episodios de cheques sin fondo, terminaron de componer el caos directivo que tuvo sumido a Deportes Concepción en una de las peores crisis de su historia, nuevamente originada fuera de la cancha de fútbol, mientras dentro del campo, y de manera paradójica, el equipo realizó una meritoria campaña que lo mantuvo en los primeros lugares de la tabla del Apertura 2008. Garcés se alejó definitivamente de la institución en el mes de mayo de 2008, cuando firmó para ser el nuevo entrenador de Unión Española.
Luego del Consejo de Presidentes de Clubes de la ANFP, realizado el 23 de mayo, quedó en evidencia el crítico estado del club. La Comisión de Control de Gestión Económica de la ANFP recomendó castigar al equipo, impidiendo su participación en el Clausura 2008 y decretando su descenso automático a Primera B de Chile, aunque esto significara realizar un campeonato con 19 equipos. Ante este crudo escenario, la sociedad anónima deportiva acordó con la concesionaria el fin de la administración del club por parte de esta, argumentando la falta de recursos disponibles para el efecto.

#### Suspensión y Descenso Automático
Con 12 puntos menos en el campeonato, sin entrenador y con una masiva fuga de jugadores, Deportes Concepción recibió, por segunda vez, uno de los castigos más duros de su historia: el club quedó impedido de participar en el Clausura 2008, y fue descendido directamente a Primera B de Chile. La decisión fue tomada por la ANFP tras considerar que el club no pudo acreditar financiamiento para el presupuesto de 2008. Además, el fallo especificó que si el club comenzara a jugar antes de la resolución definitiva, los puntos obtenidos en estos partidos serían anulados. Luego de la apelación, y con el torneo ya iniciado, se ratificó el fallo y Deportes Concepción debió conformarse con jugar en Primera B de Chile durante la temporada 2009. Las divisiones inferiores del club continuaron compitiendo normalmente en campeonatos de la Asociación, aunque al equipo adulto igualmente se le excluyó de la Copa Chile 2008-09.

#### Regreso y Búsqueda de Apoyo
El exarquero del club Antonio Zaracho había asumido la dirección técnica del equipo con miras al Clausura 2008, con un plantel drásticamente reducido en jugadores y presupuesto, asumiendo las innumerables deudas dejadas por la fallida concesionaria. La suspensión no permitió a este equipo competir y, durante la segunda parte del año, se mantuvo jugando algunos compromisos amistosos, como frente a Nacional, Huachipato y Rangers, con escuálidos resultados económicos. Solo un amistoso gestionado con Iván Zamorano en formato fútbol sala jugado en el Gimnasio Municipal de Concepción, permitió dejar alguna ganancia para saldar las deudas del club.
El trabajo se concentra en la búsqueda de apoyo dirigencial y económico para afrontar de buena forma la competencia de Primera B de Chile de 2009, y se ha visto dificultado, al decir de los dirigentes, por la pésima imagen y cuantiosas deudas que la gestión de León de Collao S.A. dejó sobre el club.
En febrero de 2009 fue aceptado para participar en Primera B de Chile, participando con la dirección técnica de Antonio Zaracho y luego, de Fernando Cavalleri, que volvía a tomar el equipo, cumpliendo el objetivo de mantener la categoría ese año.

#### Fuerza, Garra y Corazón S.A.D.P.
El 15 de enero de 2010, a través de un comunicado de prensa publicado en el sitio web del club, la dirigencia anunció la firma de un nuevo contrato de concesión, "que traspasa por los próximos 30 años la administración deportiva y financiera del club" a una nueva empresa concesionaria, llamada Fuerza, Garra y Corazón S. A., y conformada, entre otros, por el exgerente general de O'Higgins, Nibaldo Jaque, y el empresario de futbolistas Pablo Tallarico.
Durante 2010, su irregular campaña en la Primera B de Chile no le permitió disputar lugares de ascenso ni de promoción. La irregularidad se vio refrendada en el hecho de que el equipo tuvo tres técnicos durante el año (Fernando Cavalleri y Daniel Salvador durante la Fase Zonal, Óscar del Solar para la Fase Final). No obstante lo anterior, Deportes Concepción logró un excelente desempeño en la Copa Chile Bicentenario, accediendo a la final luego de eliminar a tres de sus clásicos rivales (Fernández Vial, Universidad de Concepción y Huachipato), además de Unión La Calera y Palestino en las rondas previas. En el partido decisivo, jugado en el Estadio Bicentenario Francisco Sánchez Rumoroso de Coquimbo, con cerca de 2000 hinchas lilas en las tribunas, Deportes Concepción empató 1–1 con el vigente campeón de la Primera B de Chile, Municipal Iquique, para luego caer en la definición a penales por 4–3. Destacaron en esta campaña el arquero Luis de Agustini, Alexis Salazar y Patricio Almendra.
Durante el año 2011 el club participó en el llamado Partido por el Chile 3 para la Copa Sudamericana 2011, instancia en la que se enfrentó al campeón del Torneo Apertura 2011, Universidad de Chile, para dirimir el tercer cupo chileno en este torneo. En la ida, jugada en el Estadio Municipal Alcaldesa Ester Roa, Deportes Concepción cedió un empate 2–2, luego de encontrarse en ganancia por 2–0 antes de los quince minutos del segundo tiempo. En la vuelta, el elenco azul, que a la postre se titularía campeón de la Copa Sudamericana 2011, triunfó por 2–0 en el Estadio Nacional. A la postre, el hecho más rescatable de la temporada fue el logro del goleador Emanuel Herrera, quien con 29 goles marcados en el año se convirtió en goleador del Torneo oficial de ese año, puesto que el equipo dirigido por Óscar del Solar y Jorge Garcés quedó fuera de toda opción de ascenso por el sistema de campeonato, aunque remataran terceros en la tabla anual.
En los siguientes años, el equipo combinaría una aparente tranquilidad económica, reflejada en la renovación de los Campos Deportivos Ricardo Keller (ahora CDN) y unas campañas aceptables, pero sin mayor éxito, dirigidos en 2012 por el técnico argentino Germán Corengia. Durante la primera parte del torneo de Primera B, el equipo consiguió mantenerse en los primeros puestos de la tabla por varias jornadas, hasta que una serie de resultados adversos sobre el final lo dejó fuera de la lucha por el título, que obtuvo San Marcos de Arica precisamente en Collao. En el Clausura 2012, en medio de permanentes rumores de cambio de técnico debido a la irregularidad deportiva y a diversos hechos de indisciplina registrados fuera de la cancha, la historia se repite. Si bien el equipo llega con remotas opciones de ascenso a la última fecha, nuevamente ante San Marcos, la derrota los deja en el quinto puesto anual, sin oportunidades para retornar a la Primera División. La campaña en Copa Chile 2012 tampoco es positiva: si bien en la Ronda Preliminar se elimina al clásico rival Fernández Vial tras una goleada por 4–0 en el partido de vuelta, la hinchada se resiente por la derrota 0–1 sufrida en la ida. Ya en la fase de grupos, el rendimiento es negativo y el equipo termina en el último lugar del Grupo 2, con goleada 0–5 ante Huachipato incluida. Más allá de la positiva campaña efectuada por los pilares del equipo, Carlos Kletnicki y Carlos Salom, el rendimiento durante el año deja mucho que desear, y dado que ninguno de los objetivos deportivos fue cumplido, se decide no renovar el contrato al técnico Germán Corengia.
Su reemplazante para la temporada 2013 es el técnico argentino Roberto Mariani, quien tampoco logra los objetivos en el torneo Transición 2013. El argentino dirigió al equipo por siete encuentros, con una débil campaña de dos triunfos, tres empates y dos derrotas, y es reemplazado para los últimos cinco partidos por Víctor Merello. El nuevo técnico consigue una leve alza de rendimiento, con dos triunfos, dos empates y una derrota, pero nuevamente no le alcanza para disputar el ascenso. A fines de mayo de 2013, la dirigencia confirma a Merello como director técnico del equipo para la temporada 2013-2014. En la primera etapa del Torneo 2013-14, Merello obtiene malos resultados, lo que lleva a la dirigencia a cambiar de entrenador después de los siete primeros partidos. En esta ocasión, se nombra en su puesto al ex figura lila y ya retirado jugador Patricio Almendra, quien tomó el cargo de entrenador durante la última semana de septiembre de 2013. Concluida la temporada 2013-14, el equipo dirigido por Almendra finaliza en la 9° posición entre 14 equipos, con un 41,2% de rendimiento y nuevamente sin posibilidades de disputar el anhelado ascenso.

### El Exilio, la Crisis y la Desafiliación
Para el inicio del temporada 2014-15, toma el mando del equipo el argentino Fernando Quiroz. La campaña del equipo se vio afectada por la noticia de no poder ejercer temporalmente la localía en el Estadio Alcaldesa Ester Roa Rebolledo, que se encuentra en reparaciones para su uso en la Copa América 2015 y el Mundial Sub-17 de 2015. En este escenario, Concepción juega como local en siete estadios, durante 52 partidos y en un período que duró 910 días, mayoritariamente en el Estadio Municipal de Hualpén, cancha utilizada por equipos amateur y que debió ser acondicionada para su uso en el fútbol profesional.
La campaña de Quiroz no es buena y renuncia a la banca del equipo tras 12 fechas, y luego de una oferta recibida de un club argentino. Poco después de este hecho, se registra un incendio en las instalaciones de los campos deportivos de Nonguén. En esta instancia resultan quemados los camarines del primer equipo, las oficinas del cuerpo técnico, la clínica y un restaurante administrado por la concesionaria.
Luego de la salida del argentino Quiroz, y de dos fechas de interinato de Antonio Zaracho, toma la banca el exfutbolista Juan José Ribera, quien dirige al equipo durante los últimos cinco partidos de 2014, y a partir de 2015.
La Temporada 2015-2016 tiene un comienzo desastroso para el equipo, que no logra pasar a la segunda ronda de Copa Chile 2015 (terminó tercero de su grupo, superando a Ñublense, pero superado por Huachipato y Colo-Colo) y que inicia su participación en el torneo oficial con apenas un triunfo y cinco empates en los primeros nueve partidos. Esta campaña le cuesta el puesto al técnico Ribera, que es reemplazado en la fecha 11 por Ariel Pereyra, exjugador y técnico de Unión La Calera, quien llevaría al equipo liderado por el canterano Juan Leiva y el experimentado Gamadiel García a clasificar a la liguilla por el ascenso.
Si bien la gestión de Fuerza Garra y Corazón S.A.D.P. parecía tranquila, el exilio y el incendio sacaron a la luz el alto nivel de endeudamiento nominal del club, utilizado como fachada para la concesión de una serie de préstamos desde la ANFP y algunos bancos y que no tenían como destinatario real a Deportes Concepción. La administración de Adolfo Sabando, Nibaldo Jaque, Pablo Tallarico y Luis Polnoroff fue ligada incluso al escándalo financiero liderado por el expresidente de la Asociación, Sergio Jadue.
La brutal crisis económica y el abandono dirigencial, que llevaron a la ANFP a asumir las remuneraciones pendientes de los jugadores de los meses de febrero y marzo, para evitar una paralización de los campeonatos profesionales, el 26 de abril de 2016, el Consejo de Presidentes de Clubes de la ANFP, en una sesión extraordinaria, votó por la desafiliación del club en el fútbol profesional.
En total, hubo 38 votos a favor de la desafiliación y cuatro abstenciones: Colo Colo, Universidad de Chile, San Marcos de Arica y Barnechea (equipo que ya estaba descendido por cancha). Tres votos fueron a favor de la permanencia: el propio Deportes Concepción, Cobreloa y Santiago Morning. Como consecuencia de la desafiliación, se prohibió a los penquistas participar tanto como miembros de la ANFP, como a nivel de fútbol joven.

### La Resistencia
En el contexto anterior, durante 2016 un grupo de hinchas asumió el desafío de reactivar el Club Social, institución primigenia de Deportes Concepción. El 20 de mayo de 2016, es elegida como nueva directiva la lista encabezada por Víctor Tornería, culminando el proceso de reactivación, pese a la desafiliación reciente del club. La renovada estructura social tomó el mando y defensa judicial de la institución, manteniéndola activa con múltiples actividades, destacando una multitudinaria marcha por la ciudad de Concepción y el retorno al Estadio Municipal de Concepción con un partido ante Provincial Osorno, que congregó a más de 18.000 personas. Posteriormente, Deportes Concepción organiza un amistoso ante su clásico rival Lota Schwager, quienes se encontraban en la misma situación, con el objetivo de que ambas hinchadas pudiesen ver a sus respectivos equipos de vuelta en la cancha. A finales del año 2017, el equipo participa del Hexagonal del Bío-Bío resultando eliminado en semifinales ante República Independiente de Hualqui, quienes resultarían subcampeones del torneo, pero con la hinchada alegre tras ver de vuelta al equipo jugando un torneo.

#### Debut en Tercera B
Tras postular a la quinta categoría del Fútbol Chileno fue aceptado logrando disputar la Tercera B de Chile 2018.En la Primera Fase quedó emparejado en el Grupo 3 con 11 equipos más, Deportes Concepción termina en el primer puesto, con 48 puntos, avanzando a la Segunda Fase quedando en el Tercer Grupo con 5 equipos luchando los dos primeros lugares, terminando en el tercer lugar con 16 Puntos pero clasificándose como el mejor tercero avanzando a la Fase Final. Ya en cuartos de final se enfrenta con Rodelindo Román terminando con una victoria global de 2-3 llegando a semifinales. En semifinales se enfrenta a Ferroviarios en partidos de ida y vuelta. El 2 de diciembre del 2018 Deportes Concepción ganó por 4-3 en el marcador global y asciende a la Tercera División A 2019 y a la vez clasificando a la Final del Torneo. Tras empatar en el duelo de ida con Deportivo Pilmahue en Villarrica, Los Lilas pierden por la mínima en Concepción, quedando subcampeones del torneo.

#### Ascenso a Tercera A y regreso a un Torneo Profesional
Tras perder la Final de la Tercera B 2018 Deportes Concepción logra Ascender igual a la Tercera A 2019 y fue invitado por la ANFP para participar en La Copa Chile 2019. El 24 de marzo Deportes Concepción vuelve al profesionalismo y se enfrenta a Santiago Wanderers en partido válido por la Fase 1 de la Copa Chile, teniendo, como resultado final, una dolorosa goleada por 4-1, por parte del elenco caturro, poniéndole fin a su participación en el torneo. El 31 de marzo se da inicio al torneo de Tercera A, debutando con una victoria frente a Ferroviarios por 2-1. Los lilas logran finalizar el torneo en el segundo lugar, en medio de la crisis social que atraviesa el país, clasificando a playoffs y, por tanto, con posibilidades de ascender a Segunda División. Y finalmente tras disputar los partidos de la liguilla el 15 de diciembre derrotan a Deportes Limache por 3-2 en un partido infartante valido por la última fecha con un Ester Roa lleno (28 000 personas) logrando ascender a segunda división profesional de manera consecutiva.

#### Vuelta al Profesionalismo
Disputando la liguilla de ascenso de la Tercera División A de Chile 2019 para buscar al acompañante de Deportes Linares, campeón de la categoría al finalizar primero en la fase regular, Deportes Concepción se jugaba el ascenso en la última fecha de aquella liguilla frente a Deportes Limache. Luego de un intenso partido que no estuvo exento de polémicas, Deportes Concepción derrota a Deportes Limache por 3 goles a 2 y vuelve al profesionalismo después de casi 4 años donde disputará la Segunda División Profesional de Chile 2020.

#### En la Segunda División Profesional
Después del ascenso de 2019 y un 2020 con el fútbol congelado hasta mitad de año por la pandemia de COVID-19, el 16 de septiembre los lilas debutaron en la Segunda División Profesional, con un triunfo frente a Colchagua por 2-1. Con el correr de las fechas el desempeño del equipo no fue el mejor, y tras una seguidilla de empates y derrotas que dejaron al club en puestos de descenso, condenaron al entrenador Esteban González a forzar su salida del equipo.
Su puesto lo ocupó Christian Muñoz, quien debutó a cargo del equipo en un 1-1 frente a General Velásquez. La situación deportiva no mejoró y el equipo llegó a la última fecha, con la necesidad de derrotar como local a su rival directo por el descenso Deportes Vallenar. El encuentro terminó con una derrota para Deportes Concepción por 0-2, lo que sentenció su descenso a Tercera División A, luego de ubicarse en el penúltimo lugar de la tabla de posiciones. Sin embargo, el 25 de marzo de 2021, la Segunda Sala del Tribunal de Disciplina de la ANFP, ratificó la pérdida de 3 puntos para Deportes Vallenar, debido al no pago de remuneraciones a cuatro jugadores, lo que decretó el descenso del equipo vallenarino a la Tercera División A y en paralelo, la permanencia del conjunto lila en el profesionalismo.
Para la temporada del 2021 se renovó del plantel y se oficializó la llegada de un nuevo cuerpo técnico al mando de Renato Ramos. Los Lilas vuelven a disputar la Copa Chile y comenzaron de buen manera la Primera Fase ya que le ganaron a su similar Universidad de Concepción tras derrotarlos de local 1-0 y eliminándolos de la copa. En la Segunda Fase se volverían a ver las caras contra Santiago Wanderers equipo al cual le ganaron en la ida 0-1 y empatarían de local en la vuelta 1-1, con un marcador global 2-1. Ya en octavos de final los Lilas perderían ante Palestino por un 4-0 en la ida y un 0-4 de vuelta, con global de 0-8. Poniéndole fin a su campaña en Copa Chile. En el Campeonato 2021 los lilas volvieron a sufrir con el descenso, tras malos resultados y peleando por salir de los últimos puestos, los leones cambiaron DT a mitad de temporada asumiendo en el cargo un viejo conocido Óscar del Solar. Tras una complicada e irregular campaña Deportes Concepción termina salvándose con gol de Sepulveda en la última fecha tras empatar con Deportes Valdivia 1-1, acabando en la décima posición con 23 puntos. Cerrando así una repetida historia que deja en descontentos a los hinchas, culpando a la mala administración futbolística llevada a cabo por el directorio.
En la temporada 2022 de la Segunda División, el equipo continuó bajo la dirección técnica de Óscar del Solar. Durante la primera rueda, los lilas lograron un rendimiento destacado, ubicándose en la tercera posición con un registro de 5 victorias, 4 empates y 2 derrotas. No obstante, en la segunda rueda el equipo sufrió una notable caída en su desempeño, consiguiendo solo 1 victoria, 1 empate y 7 derrotas. Esta racha negativa llevó a la salida de Óscar del Solar como entrenador. Nicolás Fernández asumió de manera interina para las dos últimas fechas de la temporada, en las cuales logró una derrota y una crucial victoria por 2-1 frente a Rodelindo Román. Este triunfo en la última jornada permitió al equipo asegurar la permanencia en la categoría, finalizando en la 10.ª posición con 26 puntos. Por su parte, Rodelindo Román descendió a Tercera A al terminar con 24 puntos.
La temporada 2023 estuvo marcada por la inestabilidad en la dirección técnica del club. Durante la primera rueda, tres entrenadores pasaron por el banquillo: César Bustamante, Claudio Rojas y Nicolás Fernández (como interino). Esta falta de estabilidad se reflejó en el rendimiento del equipo, que solo consiguió 1 victoria, 2 empates y 10 derrotas, lo que los dejó en la última posición de la tabla (14.º). Para la segunda rueda, Christian Lovrincevich asumió la dirección técnica, logrando un cambio significativo en el desempeño del equipo. Bajo su mando, el club obtuvo 8 victorias, 2 empates y 3 derrotas, lo que permitió ascender desde la 14.ª posición hasta finalizar la temporada en el 8.º lugar. Estos resultados fueron acompañados por un apoyo constante de la afición, que logró un gran aforo en los partidos de local en numerosas ocasiones. A pesar de la buena acogida por parte de los hinchas y del éxito deportivo, Lovrincevich no continuó en el cargo, por razones que hasta el momento se desconocen. Sin embargo, las expectativas para la siguiente temporada serían altas debido al gran rendimiento del equipo.
De cara a la temporada 2024, el club realizó varios fichajes destacados, entre ellos Fabián Núñez, Sebastián Silva, Brayan Valdivia, Ignacio Mesías, Joaquín Araya y Fabrizio Manzo. El encargado de dirigir al equipo en la primera rueda fue Felipe Cornejo. Sin embargo, su trabajo no cumplió con las expectativas tanto de los hinchas como de la directiva, quienes consideraron insuficiente el rendimiento del equipo. Para la segunda rueda, Manuel Suárez asumió la dirección técnica y bajo su gestión, el equipo mostró una notable mejoría. Lograron 11 victorias y 2 empates durante la temporada regular con un 85% de rendimiento para el entrenador, lo que les permitió posicionarse en el segundo lugar de la tabla, igualando en puntos con Deportes Melipilla, lo que definiría el campeonato y el ascenso a la Primera B a través de un partido de definición a estadio neutro. Finalmente, la final se jugó el 31 de octubre de 2024 en el Estadio El Teniente de Rancagua, la cual terminó 0-0 durante los 90 minutos del tiempo regular y se definió en penales, resultando con una derrota de 4-2 para el conjunto del león, quedándose así con el ascenso el conjunto de Deportes Melipilla.

#### Ascenso a Primera B
El 23 de enero de 2025, la Segunda Sala del Tribunal de Disciplina de la ANFP, sancionó a Deportes Melipilla con la resta de 3 puntos, del Torneo de Segunda División Profesional 2024, lo cual significó el ascenso de Deportes Concepción a la Primera B, después de 8 años y medio de ausencia.

## Apodo
El club debe el origen de su apodo "El León de Collao" al histórico jugador Haroldo Peña, defensor lila en las décadas de '60 y '70, y símbolo de Deportes Concepción, que además vistió las camisetas de Trasandino y Naval. En una ocasión, el equipo jugaba contra la Universidad Técnica del Estado, por el torneo de Segunda División de Chile, y el entrenador de dicho equipo dijo: "si perdimos fue porque ellos tenían un león y al medio". El bautizo lo realizó el periodista del diario El Sur de Concepción, Luis García Díaz, apodado a su vez "El Maestro". El mote quedó establecido como un homenaje a la entrega y la garra del jugador. Desde entonces, los hinchas se identificaron con este apodo y se han hecho conocidos por él, incluso adoptando al león como símbolo del club.

## Escudo
El escudo oficial de Deportes Concepción, hasta 1998, reprodujo la insignia de la Municipalidad local, incluyendo el águila real de Carlos V, que identifica a la ciudad. El escudo edilicio se rodeó con colores lilas para incorporar el nombre del club a este diseño.
Cuando, en 1998 se decidió cambiar la insignia oficial del club, que replicaba la de la Municipalidad local, acusando falta de apoyo de la institución edilicia, se escogió el emblema que reproduce la cabeza de un león (mirando de frente) sobre un campo circular blanco, que, en su borde morado, reproduce el nombre de la institución. Actualmente esa insignia esta registrada a nombre de la anterior directiva del club cuando era sociedad anónima deportiva profesional, por lo que la institución al volver como la corporación original, volvió a usar la insignia del águila real.

## Uniforme
Antes de concretar la fusión de clubes que originó a Deportes Concepción, el primer uniforme que utilizó el combinado local fue una camiseta a franjas verticales verdes y blancas, homenajeando en parte a uno de los clubes que participó de su fundación, el Lord Cochrane. Posteriormente, se cambió a una camiseta azul con pantalones amarillos (dado que ellos son los colores de la ciudad, de su bandera y escudo), uniforme con el cual se jugó el famoso partido con River Plate, con el que se dio por inaugurada la actual estructura del Estadio Municipal de Concepción. Sin embargo, debido a que dicho uniforme era similar al del entonces representativo de la Universidad de Concepción, una vez establecido el club el uniforme pasó a ser lila, por el color tradicional de las selecciones deportivas de Concepción.
Salvo variaciones en la tonalidad a lo largo de los años y cambios en los diseños (que han incorporado vivos blancos, rojos e incluso amarillos según el auspiciador y la temporada), el color de la camiseta se ha mantenido constante desde la fundación del equipo. Los colores del pantalón han presentado variaciones: en ocasiones, se han utilizado pantalones blancos como parte del uniforme titular. El uniforme de reserva normalmente ha sido blanco, salvo entre 1999 y 2003, años en que se utilizó por única ocasión un uniforme completamente amarillo de reserva. En temporadas anteriores incluso se ocupó un diseño de camiseta blanca con pantalones y franja diagonal morada, como uniforme de reserva.
| Primer | ver evolución | Actual |

## Estadio

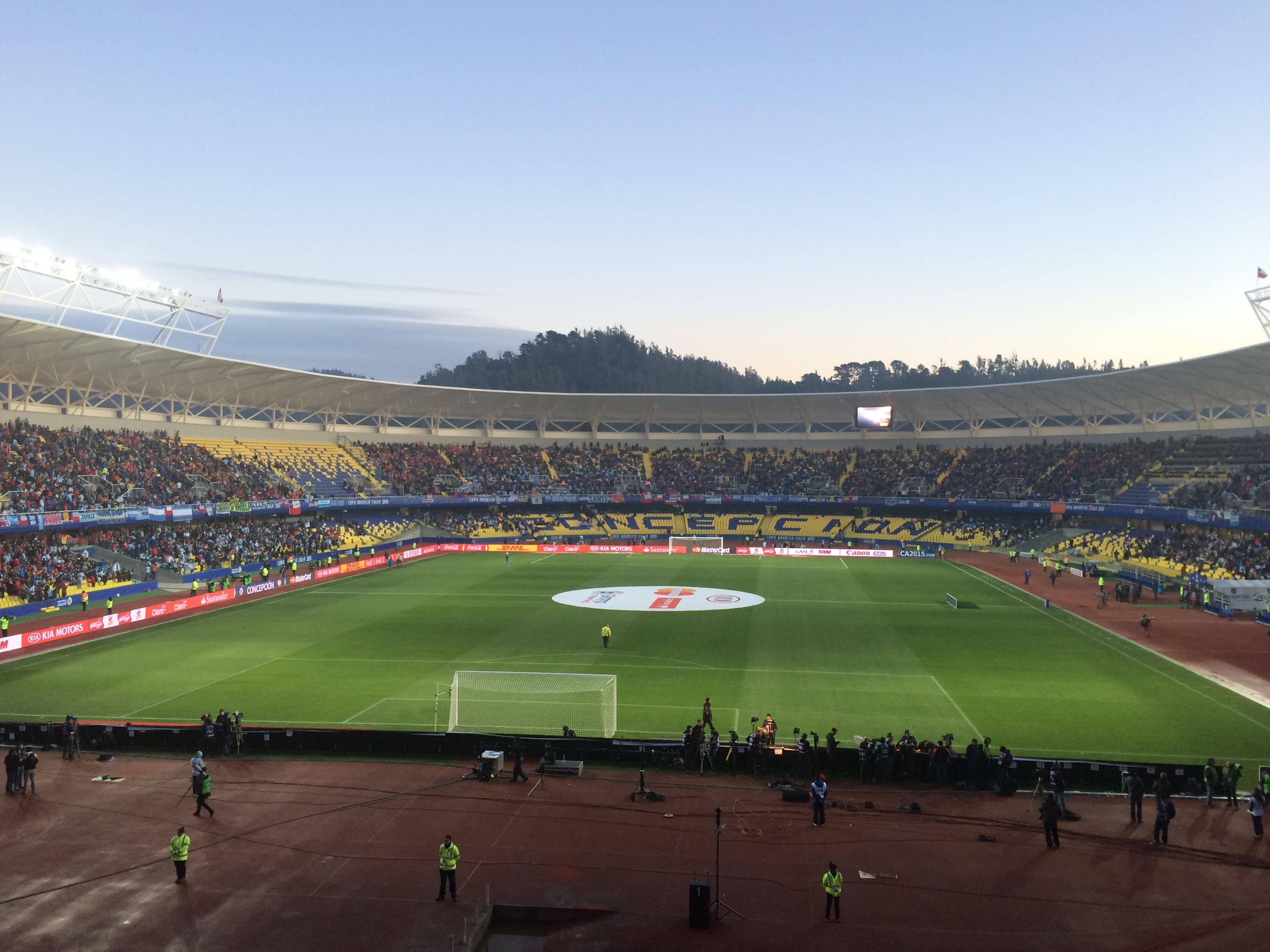
El Estadio Municipal Alcaldesa Ester Roa Rebolledo en 2015.

El Estadio Municipal Alcaldesa Ester Roa Rebolledo, se ubica en la ciudad de Concepción, Chile, popularmente conocido como Collao.
Fue inaugurado oficialmente en el 16 de septiembre  de 1962 y en él se disputan los partidos de los clubes de fútbol de la ciudad, ejerciendo su localía Fernández Vial, Deportes Concepción y Universidad de Concepción (todos sin estadio propio), con una capacidad actual habilitada de 37.000 espectadores, aproximadamente, con dimensiones de 105 x 68 m y superficie de pasto con pista atlética.
El recinto está ubicado en la ciudad de Concepción en el rectángulo formado por la Avenida Ignacio Collao en el sector sur (detrás del marcador); la calle Tegualda (contigua a la Tribuna Andes); la Avenida General Bonilla por el norte y finalmente, el Regimiento Reforzado N.º 7 Chacabuco en el lado poniente. El acceso principal es Collao n.º 525-575.

## Datos del club
- Temporadas en Primera División de Chile: 34 (1968 - 1981; 1985 - 1993; 1995 - 2002; 2005; 2007 - 2008)
- Temporadas en Primera B de Chile: 17 (1966 - 1967; 1982 - 1984; 1994; 2003 - 2004; 2009 - 2016; 2025 - Act.)
- Temporadas en Segunda División Profesional de Chile: 5 (2020 - 2024)
- Temporadas en Tercera División A de Chile: 1 (2019)
- Temporadas en Tercera División B de Chile: 1 (2018)
- Temporadas en Campeonato Regional de Fútbol: 1 (2017)
- Participaciones en Copa Francisco Candelori: 1 (1970)
- Participaciones en Copa Chile: 33 (1974 - 1975; 1977; 1979 - 1981; 1985 - 1996; 1998; 2000; 2009 - 2015; 2019; 2021 - Act.)
- Participaciones en Copa de Invierno: 1 (1989)
- Participaciones en Campeonato de Apertura de la Segunda División de Chile: 3 (1982 - 1984)
- Participaciones en Copa Ernesto Alvear: 1 (1983)
- Participaciones en Liguilla Pre-Libertadores: 6 (1975; 1980; 1990 - 1991; 1998; 2000)
- Participaciones en Liguilla Pre-Sudamericana: 2 (2002 - 2003)
- Participaciones en Definición Pre-Sudamericana: 1 (2011)
- Participaciones en Pre-Liguilla Libertadores: 1 (1991)
- Desafiliaciones de la ANFP: 3 (2006, 2016 - 2017)
- Participaciones en Torneos Internacionales:
  - Copa Ganadores de Copa (1): 1971 (No participó)
  - Copa Libertadores de América (2): 1991, 2001
  - Copa Conmebol (1): 1999

- Primer Partido en Torneos Nacionales:
  - Deportes Colchagua 1 - 0 Deportes Concepción (1966)
- Primer Partido en Torneos Regionales:
  - Deportes Tomé 1 - 0 Deportes Concepción (2017)
- Primer Partido en Torneos Internacionales:
  - Deportes Concepción 0 - 0 Colo-Colo (1991)
- Mayor Goleada Conseguida:
  - En Torneos Nacionales: 6-0 a Malleco Unido (1974), 7-1 a Santiago Morning (1976), 6-0 a Estrella del Mar (2011)
  - En Torneos Regionales: 6-1 a Deportivo Santa Juana (2017)
  - En torneos internacionales: 3-0 a Liga de Quito (1991) y a Jorge Wilstermann (2001)
- Mayor goleada Encajada:
  - En Torneos Nacionales: 0-7 ante Universidad de Chile (1987)
  - En Torneos Regionales: 1-2 ante Lota Schwager (2017)
  - En torneos internacionales: 0-4 ante Liga de Quito (1991)

- Puesto Histórico Primera División de Chile: 16.º[93]
- Puesto Histórico Primera B de Chile: 27.º[94]
- Puesto Histórico Segunda División Profesional de Chile: 17.º[95]
- Puesto Histórico Tercera División A de Chile: 106.º[96]
- Puesto Histórico Tercera División B de Chile: 89.º[97]
- Puesto Histórico Campeonato Regional de Fútbol: 32.º[98]
- Puesto Histórico Copa Francisco Candelori: 1.º[99]
- Puesto Histórico Copa Chile: 12.º[100]
- Puesto Histórico Copa de Invierno: 9.º[101]
- Puesto Histórico Campeonato de Apertura de la Segunda División de Chile: 36.º[102]
- Puesto Histórico Copa Ernesto Alvear: 3.º[103]
- Puesto Histórico Liguilla Pre-Libertadores / Ranking Pre-Liguilla Libertadores: 8.º[104]
- Puesto Histórico Liguilla Pre-Sudamericana / Definición Pre-Sudamericana: 30.º[105]
- Puesto Histórico Copa Ganadores de Copa: 13.º (Internacional), 2.º (Nacional)[106]
- Puesto Histórico Copa Libertadores de América: 127.º (Internacional), 12.º (Nacional)[107]
- Puesto histórico Copa Conmebol: 40.º (Internacional), 3.º (Nacional)[108]
- Ranking Mundial de Clubes del Siglo XXI: 952.º[109]
- Ranking Sudamérica de Clubes del Siglo XXI: 144.º[110]

- Máximo Goleador en Torneos Regionales: Daniel Benavente (6 goles)
- Máximo Goleador en Torneos Nacionales: Víctor Estay (88 goles)
- Máximo Goleador en Torneos Internacionales: Juan Carlos Almada (3 goles)
- Máximo Goleador en la Historia del Club: Víctor Estay (88 goles)
- Jugador Con Más Partidos Jugados en Torneos Nacionales: Rolando García (318 partidos)
- Jugador Con Más Partidos Jugados en Torneos Internacionales: Marco Bautista (11 Partidos)
- Jugador Con Más Partidos Jugados en la Historia del Club: Luis Guajardo (319 Partidos)

### Distinciones individuales

#### Goleadores Primera División
- Osvaldo Castro: 36 (1970)
- Cristian Montecinos: 13 (Clausura 2005)

#### Goleadores Segunda División / Primera B
- Rubén Acuña: 21 (1966), 17 (1967)
- Emanuel Herrera: 11 (Apertura 2011), 16 (Clausura 2011), 27 (Anual 2011)
- Francisco Ibáñez: 8 (Clausura 2014)

#### Goleadores Segunda División Profesional
- Ignacio Mesías: 19 (2024)

#### Goleadores Copa Francisco Candelori
- Oscar Abellán: 1 (1970)

#### Goleadores Liguilla Pre-Libertadores
- Juan Carlos Almada: 3 (1990)
- Mauricio Pozo: 2 (2000)

#### Goleadores Definición Pre-Sudamericana
- Emanuel Herrera: 2 (2011)

#### Futbolista del año en Chile
- Osvaldo Castro: 1970

### Goleadores Históricos
En esta lista se muestran los jugadores que lograron marcar desde 30 goles en adelante.
| Jugador             | Goles | Temporadas                            |
| ------------------- | ----- | ------------------------------------- |
| Víctor Estay        | 88    | 1972-1978                             |
| Osvaldo Castro      | 65    | 1969-1971                             |
| Juan Carlos Almada  | 51    | 1990-1991; 1997                       |
| Fernando Cavalleri  | 50    | 1975; 1978-1980; 1982-1983            |
| Luis Guajardo       | 48    | 1993-1999; 2003-2005; 2009            |
| Rubén Acuña         | 43    | 1966-1969                             |
| Cristian Montecinos | 42    | 1998; 2001; 2005; 2007                |
| Gabriel Vargas      | 41    | 2001-2005; 2020-2024                  |
| Patricio Almendra   | 39    | 2000-2001; 2004-2005; 2007-2010; 2012 |
| Luis Araya          | 38    | 1980-1982; 1987-1989                  |
| Reynaldo Hoffmann   | 37    | 1972-1974                             |
| Eduardo Fabres      | 33    | 1970-1975                             |
| Mario Araya         | 33    | 1982-1985; 1988-1989                  |
| Danilo Figueroa     | 31    | 1980-1983; 1989; 1991-1996            |
| David Godoy         | 30    | 1980-1984                             |

## Jugadores

### Plantilla 2025
- Por disposición de la Asociación Nacional de Fútbol Profesional (ANFP), los equipos chilenos en la Liga de Ascenso están limitados a tener en su plantel un máximo de cinco futbolistas extranjeros, más un juvenil extranjero inscrito en el fútbol formativo desde el año 2023.
- Por disposición de la ANFP, el número de las camisetas no puede sobrepasar al número de jugadores inscritos.
- Por disposición de la ANFP, el plantel debe utilizar al menos 1890 minutos a juveniles chilenos nacidos a partir del 1 de enero de 2004.

### Altas 2025
| Jugador            | Posición        | Procedencia          | Tipo                |
| Primer semestre    | Primer semestre | Primer semestre      | Primer semestre     |
| ------------------ | --------------- | -------------------- | ------------------- |
| Brayan Manosalva   | Portero         | Real San Joaquín     | Libre               |
| Ignacio Sáez       | Portero         | Universidad de Chile | Préstamo            |
| Diego Carrasco     | Defensa         | Deportes Copiapó     | Libre               |
| Fernando Cornejo   | Defensa         | Deportes Recoleta    | Libre               |
| Nicolás L'Huillier | Defensa         | Universidad Católica | Préstamo            |
| Ariel Cáceres      | Defensa         | Unión La Calera      | Préstamo            |
| Nelson Sepúlveda   | Mediocampista   | Cobresal             | Libre               |
| Sergio Arriagada   | Mediocampista   | Agente libre         | Libre               |
| Nicolás Astete     | Mediocampista   | San Antonio Unido    | Libre               |
| Gary Tello         | Delantero       | San Luis             | Retorno de préstamo |
| Alexis Mancilla    | Delantero       | Provincial Osorno    | Libre               |
| Ángel Gillard      | Delantero       | Fernández Vial       | Libre               |
| Joaquín Larrivey   | Delantero       | Magallanes           | Libre               |
| André Morales      | Delantero       | Alianza              | Libre               |
| Segundo semestre   |                 |                      |                     |
| Gastón Gómez       | Portero         | Racing               | Préstamo            |
| Nozomi Kimura      | Defensa         | Brujas de Salamanca  | Libre               |
| Josué Ovalle       | Mediocampista   | Deportes Limache     | Préstamo            |
| Mario Sandoval     | Mediocampista   | Deportes Limache     | Préstamo            |
| Carlos Morales     | Delantero       | Deportes Limache     | Préstamo            |

### Bajas 2025
| Jugador          | Posición        | Destino                   | Tipo            |
| Primer semestre  | Primer semestre | Primer semestre           | Primer semestre |
| ---------------- | --------------- | ------------------------- | --------------- |
| Lautaro Rigazzi  | Defensa         | Santiago Morning          | Libre           |
| Levit Béjar      | Defensa         | Universidad de Concepción | Fin de préstamo |
| Mauro Lopes      | Mediocampista   | San Antonio Unido         | Libre           |
| Kevin Flores     | Mediocampista   | Deportes Puerto Montt     | Libre           |
| Dilan Acevedo    | Mediocampista   | Curicó Unido              | Fin de préstamo |
| Sebastián Torres | Mediocampista   | Lota Schwager             | Libre           |
| Franco Astudillo | Delantero       | Huachipato                | Fin de préstamo |
| Gabriel Vargas   | Delantero       | Bandera de ?              | Retiro          |
| Ignacio Mesías   | Delantero       | Unión La Calera           | Libre           |
| Segundo semestre |                 |                           |                 |
| Brayan Manosalva | Portero         | Bandera de ?              | Retiro          |
| Ignacio Sáez     | Portero         | Universidad de Chile      | Fin de préstamo |
| Sergio Arriagada | Mediocampista   | Bandera de ?              | Libre           |
| André Morales    | Delantero       | Bandera de ?              | Libre           |
| Gary Tello       | Delantero       | Bandera de ?              | Libre           |
| Alexis Mancilla  | Delantero       | Brujas de Salamanca       | Préstamo        |

## Entrenadores

### Cronología
Los entrenadores interinos aparecen en cursiva.
- Carlos Orlandelli (1966)
- Isaac Carrasco (1967)
- Sergio Cruzat (1968)
- Luis Vera (1969-1973)
- Jaime Ramírez (1973)
- Néstor Isella (1974)
- Guillermo Báez (1975-1976)
- Alfonso Sepúlveda (1976)
- Nelson Oyarzún (1977)
- Manuel González (1977)
- Alex Veloso (1977)
- Isaac Carrasco (1978)
- Luis Vera (1978-1979)
- Pedro García (1980)
- Carlos Hoffmann (1981)
- Jaime Ramírez (1981)
- Hernán Godoy (1982)
- Rolando García (1983)
- Luis Vera (1984)
- Rolando García (1985)
- Gustavo Cortés (1986)
- Eduardo de la Barra (1987)
- Luis Vera (1987)
- Eduardo de la Barra (1988)
- Gastón Guevara (1988)
- Fernando Cavalleri (1989-1990)
- Luis Vera (1990)
- Jorge Luis Siviero (1991)
- Eduardo de la Barra (1991)
- Julio César Antúnez (1992)
- Luis Vera (1992)
- Sasha Mitjaew (1993)
- Luis Vera (1993)
- Fernando Cavalleri (1993-1996)
- Sergio Nichiporuk (1997)
- Óscar del Solar (1998-1999)
- Oscar Garré (2000)
- Sergio Nichiporuk (2001)
- Fernando Cavalleri (2001)
- Carlos González (2002)
- Eduardo Cortázar (2003)
- Víctor Merello (2003)
- Luis Marcoleta (2004)
- Óscar del Solar (2004-2005)
- Gustavo Viveros (2005)
- Humberto López (2005)
- Jaime Nova (2007)
- Sergio Herrera (2007)
- Fernando Cavalleri (2007)
- Jorge Rodríguez (2007)
- Jorge Garcés (2008)
- Antonio Zaracho (2008-2009)
- Fernando Cavalleri (2009-2010)
- Daniel Salvador (2010)
- Óscar del Solar (2010-2011)
- Antonio Zaracho (2011)
- Jorge Garcés (2011)
- Germán Corengia (2012)
- Roberto Mariani (2013)
- Víctor Merello (2013)
- Patricio Almendra (2013-2014)
- Antonio Zaracho (2014)
- Fernando Quiroz (2014)
- Antonio Zaracho (2014)
- Juan José Ribera (2014-2015)
- Antonio Zaracho (2015)
- Ariel Pereyra (2015-2016)
- Antonio Zaracho (2017)
- Esteban González (2018-2020)
- Christian Muñoz (2020-2021)
- Renato Ramos (2021)
- Óscar del Solar (2021-2022)
- Nicolás Fernández (2022)
- César Bustamante (2023)
- Claudio Rojas (2023)
- Nicolás Fernández (2023)
- Christian Lovrincevich (2023-2024)
- Felipe Cornejo (2024)
- Manuel Suárez (2024-2025)
- Patricio Almendra (2025-)

## Palmarés
| Competición                                  | Títulos              | Subcampeonatos |
| -------------------------------------------- | -------------------- | -------------- |
| Primera División de Chile (0/1)              |                      | 1975           |
| Copa Francisco Candelori (1/0)               | 1970                 |                |
| Torneo Provincial de Chile (2/0)             | 1968, 1970           |                |
| Copa Chile (0/1)                             |                      | 2010           |
| Segunda División/Primera B (2/2)             | 1967, 1994           | 1984, 2004     |
| Segunda División Profesional (1/0)           | 2024                 |                |
| Tercera División A de Chile (0/1)            |                      | 2019           |
| Tercera División B de Chile (0/1)            |                      | 2018           |
| Liguilla Pre-Libertadores (2/1)              | 1990, 2000 (invicto) | 1975           |
| Pre-Liguilla Libertadores (1/0)              | 1991 (Invicto)       |                |
| Definición Pre-Sudamericana (0/1)            |                      | 2011           |
| Liguilla de Ascenso Tercera División A (1/0) | 2019                 |                |

### Títulos locales amistosos
| Competición                     | Títulos  | Subcampeonatos |
| ------------------------------- | -------- | -------------- |
| Copa Ciudad de Concepción (2/0) | 20242025 |                |

### Fútbol joven
| Competición                  | Títulos | Subcampeonatos |
| ---------------------------- | ------- | -------------- |
| Sub-19 (1/0)                 | 2000    |                |
| Copa Futuro Proyeccion (1/0) | 2025    |                |